# 毒消しゃいらんかね
『毒消しゃいらんかね』（どくけしゃ いらんかね、毒消しゃいらんかネ）は、日本の歌謡曲。
NHKの『ユーモア劇場』では楠トシエが歌った。レコードは宮城まり子によって吹き込まれている。
1953年（昭和28年）4月にビクターからレコード（品番：V-41021）が発売されている。新潟県角海浜（現新潟市西蒲区）の「越後の毒消し」の行商の女性をテーマにした歌。コミカルで親しみやすい楽曲で、ロング・ヒットとなった。翌1954年（昭和29年）12月31日の『第5回NHK紅白歌合戦』でも宮城まり子が歌った。宮城はこのとき紅白初出場であった。

## 毒消し売り
現在は廃村となっている角海浜だが、最盛期には、周辺も含めると製造業者が20軒以上もあり、女性の売り子3,000を数えたという。村の寺院の家伝薬であった「毒消丸」（腹痛薬）を他国への行商によって販売したが、かつては病気になっても滅多に病院にかかることがなく、多くは家庭内常備薬に頼ったところから、常に一定の需要があった。しかし、高度経済成長期をむかえ、新薬の開発と流通、また社会情勢の変化によって急速に衰微した。

## レコード
1953年4月発売盤（ビクター V-41021）
1. 毒消しや、いらんかネ（NHK『ユーモア劇場』挿入歌） - 2分58秒
作詞・作曲・編曲：三木鶏郎、歌：宮城まり子、伴奏：ビクター・オーケストラ
2. 今夜しみじみ泣かせてね 
作詞：坂口淳、作曲：加藤光雄、編曲：多忠修、歌：宮城まり子、伴奏：ビクター・オーケストラ

1970年頃発売された「ビクター・アンコール・シリーズ」の一枚として、「毒消しゃいらんかネ」が中村メイコの「田舎のバスで」とカップリングされたシングルレコード（品番：SV-3065-M）が存在する。